# Villarsia
- Commons
- Wikispecies

Villarsia é um género botânico pertencente à família Menyanthaceae.